# 陶山恵実里
陶山 恵実里（すやま えみり、1999年5月26日 - ）は、日本の声優。マウスプロモーション所属。マウスプロモーション附属俳優養成所32期生。女性アイドルグループ虹のコンキスタドールの元メンバー。

## 略歴
2010年に視聴したテレビアニメ『黒執事』（第2期）で深夜アニメ独特の空気感に触れ、それ以来アニメの世界に惹かれるようになった。中学生の頃に『新世紀エヴァンゲリオン』を改めて視聴しだすと、声優という職業に興味を持ち、芝居の仕事に就きたいと考えるようになった。当時中学生の陶山にとっては重たい作品だったものの、碇シンジ役の緒方恵美の芝居にどんどん感情移入させられ夢中になったという。
2014年より、虹のコンキスタドールの1期生としてデビュー。声優チームで活動していたが、2017年5月より、かねてより訴えていた体調不良を治療するため長期休養に入ることを発表。
同年12月、2018年1月7日のワンマン公演「2018 NEW YEAR RE[set1273/start1274]」を最後に虹のコンキスタドールの卒業を発表。卒業に伴い、2018年3月末にディアステージを退所した。2018年より、声優としての活動を本格化させ、2018年放送の『BEATLESS』のエリカ・バロウズ役で本格デビューする。
2017年より入所していたマウスプロモーション附属俳優養成所を経て、2019年4月にマウスプロモーションに所属。

## 人物
虹のコンキスタドール所属時は自称魔王という設定で、「地獄出身」の「紀元前9万8001年5月26日生まれ」を公式プロフィールとしていた。
趣味・特技はよく食べること、模写。小学校と中学校での吹奏楽経験者、コルネットとフルート担当。

## 出演
太字はメインキャラクター。

### テレビアニメ
2015年
- うーさーのその日暮らし 夢幻編（女の子A）

2018年
- BEATLESS（エリカ・バロウズ） - 2シリーズ
- LOST SONG（女子学生）
- アイカツフレンズ!（2018年 - 2019年、白百合さくや） - 2シリーズ
- ベルゼブブ嬢のお気に召すまま。（カップル女性）

2019年
- 風が強く吹いている（ユキの妹）
- ポチっと発明 ピカちんキット（マワール、君代）
- ギヴン（立夏〈小学生〉）
- アイカツオンパレード!（2019年 - 2020年、白百合さくや）

2020年
- マギアレコード 魔法少女まどか☆マギカ外伝（クラスメイト、女子中学生）
- 織田シナモン信長（トモ）
- インフィニット・デンドログラム（ユーリ・ゴーティエ）
- 推しが武道館いってくれたら死ぬ（ひなか）
- トミカ絆合体 アースグランナー（2020年 - 2021年、熊猫リン）
- ミュークルドリーミー（2020年 - 2022年、嫉妬女子②、女子②、雨宮ふみこ） - 2シリーズ
- Lapis Re:LiGHTs（生徒）
- あひるの空（女子中学生）
- ド級編隊エグゼロス（炎城緋色）
- 恋とプロデューサー〜EVOL×LOVE〜（コンピューター）
- 体操ザムライ（女の子、インタビュアー、クラブのジュニアC）
- 憂国のモリアーティ（令嬢C）

2021年
- はたらく細胞!!（血小板4）
- ホリミヤ（女子生徒）
- おそ松さん（女）
- アイカツプラネット!（参加者）
- BLUE REFLECTION RAY/澪（生徒）
- セスタス -The Roman Fighter-（観客）
- ヴァニタスの手記（ファニー）
- 86-エイティシックス-（料理教室生徒）
- ブルーピリオド（岡田さえ）
- プラオレ!〜PRIDE OF ORANGE〜（三原香里）
- 鬼滅の刃 遊郭編（2021年 - 2022年）

2022年
- ジョジョの奇妙な冒険 ストーンオーシャン（女囚A） - 2シリーズ
- 平家物語（新大納言局）
- からかい上手の高木さん3（女子生徒C）
- ハコヅメ〜交番女子の逆襲〜（若い女）
- 可愛いだけじゃない式守さん（少年）
- シャドウバースF（2022年 - 2024年、ミサキ）
- 異世界迷宮でハーレムを（ミオ）
- シャドーハウス
- キングダム（子ども）
- ブルーロック（2022年 - 2024年、インタビュアー、女子高生C） - 2シリーズ
- 聖剣伝説 Legend of Mana -The Teardrop Crystal-（マリーナ）

2023年
- お兄ちゃんはおしまい!（店員、女性A、女性B）
- もののがたり（恵） - 2シリーズ
- 君は放課後インソムニア（女子生徒）
- 僕の心のヤバイやつ（生徒）
- Opus.COLORs（子供たち）
- 悲劇の元凶となる最強外道ラスボス女王は民の為に尽くします。（ロッテ）
- 七つの魔剣が支配する（女子生徒A）
- デキる猫は今日も憂鬱（イチゴミルク）
- アンデッドガール・マーダーファルス（ユッテ）
- 文豪ストレイドッグス（猫耳の異能力者）
- ポーション頼みで生き延びます!（長瀬雪）
- 星屑テレパス（佐々木さん）
- 川越ボーイズ・シング（2023年 - 2024年、アナウンス、MC）

2024年
- 百千さん家のあやかし王子（飯塚花）
- 貼りまわれ!こいぬ（園児、生徒）
- ゆびさきと恋々（逸臣〈少年期〉）
- 響け!ユーフォニアム3（義井沙里、吹奏楽部員）
- 黒執事 -寄宿学校編-（売り子）
- 2.5次元の誘惑（生徒会役員A）
- 魔王2099（りえ）

2025年
- ロックは淑女の嗜みでして（小森みなみ）
- ばっどがーる（女子高校生、校内放送、女性店員）

### 劇場アニメ
- フラ・フラダンス（2021年、白沢しおん[24]）
- 北極百貨店のコンシェルジュさん（2023年、バーバリライオン彼女[25]）
- 好きでも嫌いなあまのじゃく（2024年、葵）
- ウマ娘 プリティーダービー 新時代の扉（2024年、乙名史悦子）
- 数分間のエールを（2024年、女生徒）

### OVA
- ド級編隊エグゼロス（2020年、炎城緋色[26]） - コミックス第11巻アニメBD同梱版
- ギヴン うらがわの存在（2021年、女子生徒A） - コミックス第7巻DVD付き限定版

### Webアニメ
- マウスどうぶつえん（2021年 - 、チベットスナギツネのえみり）
- ロマンティック・キラー（2022年、中学の女友達）
- うまゆる（2022年、乙名史悦子）

### ゲーム
2010年代
- まちむすめ（2018年、シェムリアップ）
- コトダマン（2019年、ソト檻ヒメ、ナアマデウス、リスクラウン、ソバー樹）
- 逆転オセロニア（2019年、フルール）
- 天華百剣（2019年、雲落とし 他）

2020年
- ラストピリオド -終わりなき螺旋の物語-（ソフィア）
- ファイナルファンタジーVII リメイク

2021年
- グランブルーファンタジー（2021年 - 2023年、クシナ）
- ウマ娘 プリティーダービー（2021年 - 2024年、乙名史悦子）
- BLUE REFLECTION TIE/帝（春日詩帆）

2022年
- AI：ソムニウムファイル ニルヴァーナ イニシアチブ（絆）
- モンスターストライク（死者の書）
- タクティクスオウガ リボーン（アプサラ）

2023年
- BLUE REFLECTION SUN/燦（春日詩帆）
- シカトリス（音羽一姫）
- ヘブンバーンズレッド（2023年 - 2025年、伊達朱里〈2代目〉、片倉先輩）

2024年
- グランブルーファンタジー リリンク
- ファイナルファンタジーVII リバース
- ユニコーンオーバーロード（ララノア）
- UFOロボ グレンダイザー たとえ我が命つきるとも（牧葉ひかる、船員） - 日本語版
- サガ エメラルド ビヨンド（フォルミナ・フランクリン）
- メタファー:リファンタジオ

2025年
- 魔女ガミ－The Witch of Luludidea－（ルイーゼ）
- コープスパーティーⅡ Darkness Distortion（棺まりあ）

### ドラマCD
- MAUSU THEATER
- Cheer球部! 1st Battle CD（2021年、藤井いぶき[37]）

### 吹き替え

#### 映画
- リベンジ・スワップ（2022年、モンタナ）
- スラムドッグス（2023年、エマ〈エイヴン・ロッツ〉[38]）
- 神さま聞いてる? これが私の生きる道?!（2024年、マーガレット〈アビー・ライダー・フォートソン〉[39]）
- ミーン・ガールズ（2024年）
- TIME/タイム（2025年、マイア〈シャイロー・ウーストウォルド〉）

#### ドラマ
- 風と雲と雨（ミン・ジャヨン）
- 恋慕（ノ・ハギョン〈チョン・チェヨン〉）
- 恋するアプリ Love Alarm
- ダーク・マテリアルズ/黄金の羅針盤（パオラ）
- チーム・ケイリー（ヴァレリア〈エリザ・プライアー〉）
- HEARTSTOPPER ハートストッパー（イモジン）
- マリブ・レスキューチーム: ザ・シリーズ（リジー〈アビー・ドネリー〉）
- ミルドレッドの魔女学校（フェネラ）
- 64<シックス・フォー>～陰謀のコード～（2024年、アナベル・ウォレス〈イオナ・アンダーソン〉[40]）

#### アニメ
- 22番 vs 人間の世界（22番）
- スーパンモンスターズ（メリュジーヌ）
- 時光代理人 -LINK CLICK-（2022年、劉萌〈リウ・モン〉）
- 百妖譜（蟲師族の女、お嬢さん）
- ミニオンズ フィーバー（2022年、後ろの女子児童[41]）
- 怪盗グルーのミニオン超変身（2024年[42]）

### ラジオ
- ラジラボZ（2019年-、メインパーソナリティ）

### その他コンテンツ
- ボイスドラマ『君のことが大大大大大好きな100人の彼女「君のことが大好きな彼女たちの目覚ましボイスドラマ」』（2020年、栄逢凪乃[43]）
- Project:;COLD（2020年、青島玲子[44]）
- 月刊ホビージャパン読者参加企画『Cheer球部!』（2021年 - 、藤井いぶき）
- リーディングドラマ『かくして、瞬く』（2023年11月17日 - 19日、恵比寿エコー劇場） - 二海こころ 役[45]
- ボイスコミック『まるくん ～はたらくマルチーズ～』（2024年、カフェアルゴスのスタッフ（徳川）[46]）

## ディスコグラフィ

### キャラクターソング
| 発売日         | 商品名                                                                              | 歌                                                           | 楽曲                    | 備考                                                 |
| -------------- | ----------------------------------------------------------------------------------- | ------------------------------------------------------------ | ----------------------- | ---------------------------------------------------- |
| 2021年7月21日  | 百華繚乱 参                                                                         | あざ丸（木野双葉）、石切（照井春佳）、雲落とし（陶山恵実里） | 「…デートしませんか?!」 | ゲーム『天華百剣 -斬-』関連曲                        |
| 2021年9月29日  | Power of Voice/輝きはここにある                                                     | Fancy♡Pansy                                                  | 「輝きはここにある」    | 『Cheer球部！』関連曲                                |
| 2021年12月22日 | Cheer球部！ユニットミニアルバム                                                     | Fancy♡Pansy                                                  | 「夢色のミザンセーヌ」  | 『Cheer球部！』関連曲                                |
| 2022年8月3日   | 『フラ・フラダンス』Blu-ray完全生産限定版特典CD                                     | いついろディライト                                           | 「ありがとFOR YOU」     | 劇場アニメ『フラ・フラダンス』挿入歌                 |
| 2023年5月10日  | 推しが武道館いってくれたら死ぬ コンプリートボーカルアルバム「きみのために生きてる」 | めいぷる♡どーる                                              | 「wonder☆motion」       | テレビアニメ『推しが武道館いってくれたら死ぬ』挿入歌 |

### シリーズ一覧
1. ↑  『BEATLESS』、『BEATLESS Final Stage』
2. ↑  第1期（2018年 - 2019年）、第2期『〜かがやきのジュエル〜』（2019年）
3. ↑  第1期（2020年 - 2021年）、第2期『みっくす!』（2021年 - 2022年）
4. ↑  第1クール（2022年）、第2クール（2022年）
5. ↑  第1期（2022年）、第2期『VS. U-20 JAPAN』（2024年）
6. ↑  第一章（2023年）、第二章（2023年）

### ユニットメンバー
1. ↑  城崎ユリア（高柳知葉）、佐久間乃依（駒形友梨）、藤井いぶき（陶山恵実里）、榛名潤（大地葉）、高梨みみ（髙橋ミナミ）
2. ↑  井戸沢好子（福原遥）、関場理佳（美山加恋）、雪割萌（富田望生）、見頃舞香（前田佳織里）、昭代エミリ（陶山恵実里）
3. ↑  メイ（久保ユリカ）、瑠璃（山根綺）、ひなか（陶山恵実里）